# Dactylocardamum
Dactylocardamum é um género botânico pertencente à família Brassicaceae.